# Dermatosis ampollosa
La dermatitis ampollosa se trata de erupciones ampollosas (generalmente ampollas intraepidérmicas).
Se presenta por traumatismo o por causa congénita

## Congénita
Puede ser: 
- Epidermólisis Simple o Pénfigo Hereditario
- Epidermólisis Distrófica

Ambas son dermatosis que se observan en la infancia.
Cuando el impétigo se presenta en recién nacidos se conoce también como pénfigo epidérmico de los recién nacidos o lactántes.
Es una erupción de ampollas claras, hemisféricas, del tamaño de una nuez, que se suceden en el tiempo y que se suelen localizar en zonas circunscritas.  Es difícil que se localicen en el rostro o en las palmas de las manos o en las plantas de los pies, sin embargo se pueden dar manifestaciones en las mucosas. No son raras las pequeñas epidemias. La evolución  de la ampolla es la rotura y la formación de una costra.
La infección debida al estreptococo y al estafilococo termina curándose sin dejar rastro, al cabo de dos o tres semanas.